# بکله
بَکله (به لاتین: Bəklə) یک منطقه مسکونی در جمهوری آذربایجان است که در شهرستان قبوستان واقع شده‌است. بکله ۲۸۰ نفر جمعیت دارد.